# Jacques Delille
« Delille » redirige ici. Pour les autres significations, voir Delille (homonymie).
Jacques Delille, souvent appelé l’abbé Delille, né à Clermont-Ferrand le 22 juin 1738 et mort à Paris dans la nuit du 1er au 2 mai 1813, est un poète et traducteur français.

## Biographie

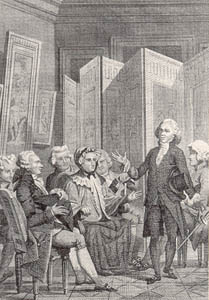
L'abbé Delille récitant La Conversation dans le salon de Madame Geoffrin.

Jacques, enfant naturel, conçu dans un jardin d'Aigueperse, naît chez un accoucheur, rue des Chaussetiers, à Clermont-Ferrand, le 22 juin 1738 de Marie-Hiéronyme Bérard, de la famille du chancelier Michel de l'Hospital. Il est reconnu par Antoine Montanier, avocat au Parlement de Clermont-Ferrand, qui meurt peu de temps après en lui laissant une modeste pension viagère de cent écus. Sa mère, aussi discrète que belle, lui transmet un pré, sis à Pontgibaud, ce qui lui permit d'adjoindre à son prénom le nom de famille Delille.
Jusqu'à douze ou treize ans, il est placé chez une nourrice à Chanonat et reçoit ses premières leçons du curé du village. Envoyé à Paris, il fait de brillantes études au collège de Lisieux et devient agrégé des belles-lettres en 1766, puis docteur ès lettres en 1770. Maître de quartier au collège de Beauvais, il est ensuite professeur, successivement au collège d'Amiens et au collège de la Marche à Paris. Il s'était déjà signalé par un remarquable talent de versificateur et une aptitude exceptionnelle à la poésie didactique.
Sa gloire est assurée d'un coup par sa traduction en vers des Géorgiques de Virgile, qu'il publie en 1770. Louis Racine avait tenté de le dissuader de cette entreprise, qu'il jugeait téméraire, mais Delille avait persisté dans son dessein, et Louis Racine, convaincu par ses premiers essais, l'y avait encouragé. Son poème est accueilli par un concert de louanges, troublé seulement par la voix discordante de Jean-Marie-Bernard Clément, de Dijon. « Rempli de la lecture des Géorgiques de M. Delille, écrivit Voltaire à l'Académie française en mars 1771, je sens tout le mérite de la difficulté si heureusement surmontée, et je pense qu'on ne pouvait faire plus d'honneur à Virgile et à la nation. Le poème des Saisons [de Jean-François de Saint-Lambert] et la traduction des Géorgiques me paraissent les deux meilleurs poèmes qui aient honoré la France après L'Art poétique [de Nicolas Boileau]. »
Delille est élu à l'Académie française en 1772, mais le maréchal de Richelieu intervient auprès de Louis XV pour faire annuler son élection au motif qu'il est trop jeune. Réélu en 1774, il est, cette fois, reçu par l'illustre compagnie, Jean-François de La Harpe ayant fait observer dans le Mercure de France qu'il était indigne qu'un talent aussi exceptionnel en soit réduit à dicter des thèmes latins à des écoliers. Il est, en outre, nommé à la chaire de poésie latine du Collège de France.
L'ascension de Delille s'accélère encore après la mort de Voltaire, qui pouvait passer pour son seul rival. Tant la cour que le monde des lettres reconnaissent unanimement la supériorité de son talent. Il est à la fois le protégé de Marie-Thérèse Geoffrin et celui de Marie-Antoinette et du comte d'Artois. Ce dernier lui fait attribuer le bénéfice de l'abbaye de Saint-Séverin, qui rapportait 30 000 francs, tout en permettant de se borner aux ordres mineurs, que Delille avait reçus à Amiens en 1762.
En 1782, la publication du poème des Jardins, sans doute l'œuvre la plus célèbre de Delille, est un nouveau triomphe, amplifié par le talent avec lequel l'auteur savait lire ses vers à l'Académie, au Collège de France ou dans les salons. Le comte de Choiseul-Gouffier parvient néanmoins à le persuader de s'arracher à tant d'adulation pour le suivre dans son ambassade de Constantinople. En 1786, il se met en ménage avec sa gouvernante, Marie-Jeanne Vaudechamps, qu'il épouse en 1799.
Sous la Révolution française, ayant perdu le bénéfice qui était sa seule source de revenus, Delille est inquiété, mais conserve la liberté, sacrifiant aux idées de l'heure en composant, à la demande de Pierre-Gaspard Chaumette, un Dithyrambe sur l'Être suprême et l'immortalité de l'âme. Sous le Directoire, il se retire à Saint-Dié, pays de sa femme, puis quitte la France après la chute de Robespierre, au moment où d'autres y rentraient, pour passer en Suisse, en Allemagne et en Angleterre. Durant cet exil, poussé par sa femme, qui avait pris beaucoup d'ascendant sur lui, il travaille énormément. Il compose L'Homme des champs et entreprend Les Trois règnes de la nature en Suisse, compose La Pitié en Allemagne et traduit Paradise Lost (Le Paradis perdu) de John Milton à Londres.
Rentré en France en 1802, il retrouve sa chaire au Collège de France et son fauteuil à l'Académie.Victor Hugo cite Delille parmi les rares qui ne se sont pas agenouillés devant Napoléon. Il effectue de longs séjours dans la maison de plaisance du baron Micoud d'Umons à Clamart, où il aurait écrit en 1808 Les Trois Règnes de la Nature. À la fin de sa vie, il devient aveugle, comme Homère, et cette infirmité ajoute encore à l'admiration proche de l'idolâtrie qui lui était vouée. Il meurt d'une attaque d'apoplexie dans la nuit du 1er au 2 mai 1813. Son corps est exposé pendant trois jours sur un lit de parade au Collège de France, le front ceint d'une couronne de laurier et, considéré comme le plus grand poète français, il reçoit des funérailles grandioses, suivies par une foule immense. Il est enterré au cimetière du Père-Lachaise (11e division).

## Œuvre

### Poésie
- Les Jardins ou l'art d'embellir les paysages , poème en 8 chants, 1782
- Bagatelles jetées au vent, 1799
- L'Homme des champs, ou les Géorgiques françaises, 1800
- Dithyrambe sur l'immortalité de l'âme, 1802
- Poésies fugitives, 1802
- La Pitié, poème en 4 chants, 1803
- L'Imagination, poème en 8 chants, 1806.
- Les Trois Règnes de la nature, 1808 (A Paris chez Nicolle et chez Giguet et Michaud) .
- La Conversation, poème, 1812.

### Traductions
- L'Essai sur l'homme de Alexander Pope, 1765.
- Les Géorgiques de Virgile, 1770.
- L'Énéide de Virgile, 1804 (On y trouve le vers gravé au fronton des catacombes de Paris : « Arrête ! C'est ici l'empire de la mort. »
- Le Paradis perdu de John Milton, 1805.
- Les Bucoliques de Virgile, 1806, réédité par Philippe Gonin, Paris, 1951, édition enrichie de bois gravés par Lucile Passavant (200 exemplaires).

Ses œuvres complètes ont été publiées de 1817 à 1821 par Joseph-François Michaud, puis rééditées par Lefèvre en 1833, avec des notes de Choiseul-Gouffier, Parseval-Grandmaison, Charles-Marie de Féletz, Descuret, Aimé-Martin, Barthélemy Philibert d'Andrezel, Elzéar de Sabran (écrivain), Louis-Simon Auger, etc.

## Pour approfondir